# Liste des chansons d'Eminem
Eminem est un auteur-compositeur-interprète de rap également producteur et acteur américain. Il a enregistré plusieurs chansons en solo, ainsi qu'au sein des groupes D12 et Bad Meets Evil.

## Chansons
Sont présentés dans cette section:
- Tous les titres où Eminem est le seul chanteur, sauf les freestyles et les battles ;
- Les titres où Eminem chante en compagnie d'autres artistes, à condition qu'ils aient été publiés sur des supports officiels et au nom d'Eminem, y compris les bandes originales de films dont il est le producteur (8 Mile et Southpaw) ;
- Les titres où Eminem participe en compagnie d'autres chanteurs et enregistrées avec l'un de ses groupes: New Jacks, Bassmint Productions, Soul Intent, Bad Meets Evil et D12. Le code couleur suivant indique le groupe concerné:

- chansons en solo
- chansons avec D12
- chansons avec Bad Meets Evil
- chansons avec New Jacks, Bassmint Productions ou Soul Intent

Les autres titres où Eminem participe en compagnie d'autres chanteurs sont listés plus bas, dans la catégorie Featurings.
- Haut – A
- B
- C
- D
- E
- F
- G
- H
- I
- J
- K
- L
- M
- N
- O
- P
- Q
- R
- S
- T
- U
- V
- W
- X
- Y
- Z
- 0-9

### A
| Titre                                  | Année | Parution                          | Producteur(s)          |
| -------------------------------------- | ----- | --------------------------------- | ---------------------- |
| Above the Law                          | 2011  | Hell: The Sequel                  | Mr. Porter             |
| Ain't Nuttin' But Music (avec Dr. Dre) | 2001  | Devil's Night                     | Dr. Dre, Scott Storch  |
| A Kiss                                 | 2011  | Hell: The Sequel                  | Bangladesh, BranNu     |
| All I Think About                      | 2015  | Southpaw Soundtrack               | Eminem, Luis Resto     |
| Almost Famous                          | 2010  | Recovery                          | DJ Khalil              |
| American Psycho                        | 2001  | Devil's Night                     | Eminem, Bass Brothers  |
| American Psycho II                     | 2004  | D12 World                         | Dr. Dre, Mike Elizondo |
| Amityville (avec Bizarre)              | 2000  | The Marshall Mathers LP           | Bass Brothers, Eminem  |
| Any Man                                | 1999  | Soundbombing II (album collectif) | Da Beatminerz          |
| Arose                                  | 2017  | Revival                           | Rick Rubin             |
| As The World Turns                     | 1999  | The Slim Shady LP                 | Bass Brothers, Eminem  |
| Asshole (avec Skylar Grey)             | 2013  | The Marshall Mathers LP 2         | Alex da Kid, Eminem    |
| Ass Like That                          | 2004  | Encore                            | Dr. Dre, Mike Elizondo |

### B
| Titre                                                           | Année | Parution                                      | Producteur(s)                         |
| --------------------------------------------------------------- | ----- | --------------------------------------------- | ------------------------------------- |
| Baby                                                            | 2013  | The Marshall Mathers LP 2 (Deluxe Edition)    | Eminem, Luis Resto                    |
| Backstabber                                                     | 1996  | Infinite                                      | Mr. Porter                            |
| Bad Influence                                                   | 1999  | End of Days Soundtrack                        | Bass Brothers, Eminem                 |
| Bad Meets Evil (avec Royce da 5'9")                             | 1999  | The Slim Shady LP                             | Eminem, Bass Brothers                 |
| Bad Guy                                                         | 2013  | The Marshall Mathers LP 2                     | Symbolyc One, M-Phazes, Street Runner |
| Bad (avec X Ambassadors)                                        | 2017  | Revival                                       | Alex da Kid, Eminem                   |
| Bagpipes from Baghdad                                           | 2009  | Relapse                                       | Dr. Dre, Trevor Lawrence              |
| Bane (avec D12)                                                 | 2014  | Shady XV                                      | Mr. Porter, Marv Won                  |
| Barbershop                                                      | 2004  | D12 World                                     | Mr. Porter                            |
| Beautiful                                                       | 2009  | Relapse                                       | Eminem, Jeff Bass                     |
| Beautiful Pain (avec Sia)                                       | 2013  | The Marshall Mathers LP 2 (Deluxe Edition)    | Emile Haynie, Eminem                  |
| Believe                                                         | 2017  | Revival                                       | Eminem, Luis Resto, Mr. Porter        |
| Berzerk                                                         | 2013  | The Marshall Mathers LP 2                     | Rick Rubin                            |
| Big Weenie                                                      | 2004  | Encore                                        | Dr. Dre                               |
| Bitch                                                           | 2004  | D12 World                                     | Eminem                                |
| Bitch Please II (avec Dr. Dre, Snoop Dogg, Xzibit et Nate Dogg) | 2000  | The Marshall Mathers LP                       | Dr. Dre, Mel-Man                      |
| Biterphobia                                                     | 1995  | Soul Intent                                   | Manix                                 |
| Buffalo Bill                                                    | 2009  | Relapse: Refill                               | Dr. Dre, Mark Batson                  |
| Blow My Buzz                                                    | 2001  | Devil's Night                                 | Eminem, Bass Brothers                 |
| Brain Damage                                                    | 1999  | The Slim Shady LP                             | Eminem, Bass Brothers                 |
| Brainless                                                       | 2013  | The Marshall Mathers LP 2                     | Eminem, Luis Resto                    |
| Bully                                                           | 2003  | Straight from the Lab                         | Eminem                                |
| Bump Heads (avec 50 Cent, Lloyd Banks et Tony Yayo)             | 2003  | Straight from the Lab (European Bonus Tracks) | DJ Green Lantern                      |
| Business                                                        | 2002  | The Eminem Show                               | Dr. Dre                               |

### C
| Titre                                    | Année | Parution                 | Producteur(s)                  |
| ---------------------------------------- | ----- | ------------------------ | ------------------------------ |
| Can-I-Bitch                              | 2003  | Straight from the Lab    | Mike Elizondo                  |
| Careful What You Wish For                | 2009  | Relapse (Deluxe Edition) | Eminem                         |
| Castle                                   | 2017  | Revival                  | DJ Khalil                      |
| Chloraseptic (avec Phresher)             | 2017  | Revival                  | Mr. Porter                     |
| Cinderella Man                           | 2010  | Recovery                 | Script Shepherd                |
| Cleanin' Out My Closet                   | 2002  | The Eminem Show          | Eminem, Jeff Bass              |
| Cold Wind Blows                          | 2010  | Recovery                 | Just Blaze                     |
| Commercial Break                         | 2004  | D12 World                | Dewayne Battle, Denaund Porter |
| Crack a Bottle (avec Dr. Dre et 50 Cent) | 2009  | Relapse                  | Dr. Dre                        |
| Criminal                                 | 2000  | The Marshall Mathers LP  | Eminem, Bass Brothers          |
| Cum On Everybody                         | 1999  | The Slim Shady LP        | Eminem, Bass Brothers          |

### D
| Titre                                                                                     | Année | Parution                                                     | Producteur(s)                          |
| ----------------------------------------------------------------------------------------- | ----- | ------------------------------------------------------------ | -------------------------------------- |
| Darkness                                                                                  | 2020  | Music to Be Murdered By                                      | Eminem,Royce da 5'9",Luis Resto (add.) |
| Déjà Vu                                                                                   | 2009  | Relapse                                                      | Dr. Dre                                |
| Desperation (avec Jamie N Commons)                                                        | 2013  | The Marshall Mathers LP 2 (Deluxe Edition)                   | Alex da Kid                            |
| Detroit vs. Everybody (avec Royce da 5'9", Big Sean, Danny Brown, Dej Loaf & Trick-Trick) | 2014  | Shady XV                                                     | Statik Selektah, Eminem                |
| Devil's Night                                                                             | 2001  | Devil's Night                                                | Eminem, Bass Brothers                  |
| Die Alone (avec Kobe)                                                                     | 2014  | Shady XV                                                     | Eminem, Luis Resto                     |
| Doe Rae Me (avec D12 et Obie Trice)                                                       | 2003  | Straight from the Lab                                        | Mr. Porter                             |
| Don't Front (avec Buckshot)                                                               | 2013  | The Marshall Mathers LP 2 (Call of Duty: Ghosts bonus track) | Eminem                                 |
| Drips (avec Obie Trice)                                                                   | 2002  | The Eminem Show                                              | Eminem                                 |
| Drop the Bomb on 'Em                                                                      | 2009  | Relapse: Refill                                              | Dr. Dre                                |
| Drug Ballad (avec Dina Rae)                                                               | 2000  | The Marshall Mathers LP                                      | Bass Brothers, Eminem                  |
| D-12 World                                                                                | 2004  | D12 World                                                    | Kanye West                             |

### E
| Titre                                          | Année | Parution                  | Producteur(s)        |
| ---------------------------------------------- | ----- | ------------------------- | -------------------- |
| Echo                                           | 2011  | Hell: The Sequel          | DJ Khalil            |
| Elevator                                       | 2009  | Relapse: Refill           | Eminem, Luis Resto   |
| Encore/Curtains Down (avec Dr. Dre et 50 Cent) | 2004  | Encore                    | Dr. Dre, Mark Batson |
| Evil Deeds                                     | 2004  | Encore                    | Dr. Dre              |
| Evil Twin                                      | 2013  | The Marshall Mathers LP 2 | Sid Roams, Eminem    |

### F
| Titre                            | Année | Parution                | Producteur(s)             |
| -------------------------------- | ----- | ----------------------- | ------------------------- |
| Fack                             | 2005  | Curtain Call: The Hits  | Eminem, Luis Resto        |
| Fall                             | 2018  | Kamikaze                | Eminem                    |
| Farewell                         | 2020  | Music to Be Murdered By | Ricky Racks,Eminem (add.) |
| Fast Lane                        | 2011  | Hell: The Sequel        | Eminem, Supa Dups, JG     |
| Fattest Skinny Kid Alive         | 1990  | Steppin' onto the Scene | Manix                     |
| Fight Music                      | 2001  | Devil's Night           | Dr. Dre, Scott Storch     |
| Fine Line                        | 2014  | Shady XV                | Eminem                    |
| Framed                           | 2017  | Revival                 | Fredwreck, Eminem         |
| Fuckin' Backstabber (avec Proof) | 1995  | Soul Intent             | Manix                     |

### G
| Titre                                | Année | Parution                                   | Producteur(s) |
| ------------------------------------ | ----- | ------------------------------------------ | --- |
| Get My Gun                           | 2004  | D12 World                                  | Eminem |
| Get You Mad                          | 1999  | The Slim Shady LP                          | Eminem |
| Girls                                | 2001  | Devil's Night                              | Eminem |
| Git Up                               | 2004  | D12 World                                  | Eminem, Luis Resto |
| Godzilla(feat.Juice Wrld)            | 2020  | Music to Be Murdered By                    | D. A. Doman,Eminem (add.)                                                                                               |
| Going Through Changes                | 2010  | Recovery                                   | Emile Haynie |
| Good Die Young                       | 2004  | D12 World                                  | Denaund Porter, Von Carlisle, Ondre Moore, Rufus Johnson, DeShaun Holton, Shelton Rivers, Jonathan Rotem, Paul Williams |
| Good Guy (avec Jessie Reyez)         | 2018  | Kamikaze                                   | Eminem |
| Go to Sleep (avec Obie Trice et DMX) | 2003  | Hors-album                                 | Eminem |
| Greatest                             | 2018  | Kamikaze                                   | Eminem |
| Groundhog Day                        | 2013  | The Marshall Mathers LP 2 (Deluxe Edition) | Cardiak, Frank Dukes, Eminem                                                                                            |
| Guilty Conscience (avec Dr. Dre)     | 1999  | The Slim Shady LP                          | Dr. Dre, Eminem |
| Guts Over Fear (avec Sia)            | 2014  | Shady XV                                   | Emile Haynie |

### H
| Titre                                    | Année | Parution                                | Producteur(s)                      |
| ---------------------------------------- | ----- | --------------------------------------- | ---------------------------------- |
| Hailie's Song                            | 2002  | The Eminem Show                         | Eminem                             |
| Hail Mary (avec 50 Cent et Busta Rhymes) | 2003  | Hors-album                              | Eminem                             |
| Hazardous Youth                          | 1999  | The Slim Shady LP                       | Eminem                             |
| Headlights (avec Nate Ruess)             | 2013  | The Marshall Mathers LP 2               | Emile Haynie, Jeff Bhasker, Eminem |
| Heat                                     | 2017  | Revival                                 | Rick Rubin                         |
| Hell Breaks Loose (avec Dr. Dre)         | 2009  | Relapse: Refill                         | Dr. Dre, Mark Batson               |
| Hello                                    | 2009  | Relapse                                 | Dr. Dre, Mark Batson               |
| Houdini                                  | 2024  | The Death of Slim Shady (Coup de Grâce) | Eminem, Luis Resto                 |
| How Come                                 | 2004  | D12 World                               | Eminem                             |

### I
| Titre                                               | Année     | Parution                            | Producteur(s)                                            |
| --------------------------------------------------- | --------- | ----------------------------------- | -------------------------------------------------------- |
| If I Had...                                         | 1997 1999 | The Slim Shady EP The Slim Shady LP | Bass Brothers, Eminem, DJ Rec                            |
| I'll Be Damned                                      | 2004      | D12 World                           | Denaund Porter, Von Carlisle, Ondre Moore, Rufus Johnson |
| I'm Back                                            | 2000      | The Marshall Mathers LP             | Dr. Dre, Mel-Man                                         |
| I'm on Everything (avec Mike Epps)                  | 2011      | Hell: The Sequel                    | Mr. Porter                                               |
| I'm Shady                                           | 1999      | The Slim Shady LP                   | Bass Brothers, Eminem                                    |
| Infinite                                            | 1996      | Infinite                            | Mr. Porter                                               |
| Insane                                              | 2009      | Relapse                             | Dr. Dre                                                  |
| Instigator                                          | 2001      | Devil's Night                       | Eminem, Bass Brothers                                    |
| In Too Deep                                         | 2020      | Music to Be Murdered By             | Tim Suby,Eminem (co.)                                    |
| In Your Head                                        | 2017      | Revival                             | Scram Jones                                              |
| I Remember                                          | 2001      | Hors-album                          | Mr. Porter                                               |
| It's OK (avec Eye-Kyu)                              | 1996      | Infinite                            | Mr. Porter                                               |
| I Will(feat.Kxng Crooked,Royce da 5'9",Joell Ortiz) | 2020      | Music to Be Murdered By             | Eminem,Luis Resto (add.)                                 |

### J
| Titre                           | Année     | Parution                            | Producteur(s)                       |
| ------------------------------- | --------- | ----------------------------------- | ----------------------------------- |
| Jealousy Woes II                | 1996      | Infinite                            | Mr. Porter                          |
| Jimmy Crack Corn (avec 50 Cent) | 2006      | Eminem Presents: The Re-Up          | Eminem, Luis Resto                  |
| Just Don't Give a Fuck          | 1997 1999 | The Slim Shady EP The Slim Shady LP | Denaun Porter Bass Brothers, Eminem |
| Just Like U                     | 2004      | D12 World                           | Rufus Johnson, Tony Cottrell        |
| Just Lose It                    | 2004      | Encore                              | Dr. Dre, Mike Elizondo              |
| Just the Two of Us              | 1997      | The Slim Shady EP                   | Bass Brothers, Eminem               |

### K
| Titre                               | Année | Parution                | Producteur(s)       |
| ----------------------------------- | ----- | ----------------------- | ------------------- |
| Kamikaze                            | 2018  | Kamikaze                | Eminem              |
| Keep Talkin                         | 2004  | D12 World               | Night & Day, Eminem |
| Kill You                            | 2000  | The Marshall Mathers LP | Dr. Dre, Mel-Man    |
| Killshot                            | 2018  | Hors-album              | Eminem              |
| Kim                                 | 2000  | The Marshall Mathers LP | Bass Brothers       |
| Kings Never Die (avec Gwen Stefani) | 2015  | Southpaw Soundtrack     | DJ Khalil, Eminem   |

### L
| Titre                                | Année     | Parution                                      | Producteur(s)                                                             |
| ------------------------------------ | --------- | --------------------------------------------- | ------------------------------------------------------------------------- |
| Leave Dat Boy Alone                  | 2004      | D12 World                                     | Red Spyda, Eminem, Luis Resto                                             |
| Leaving Heaven(feat.Skylar Grey)     | 2020      | Music to Be Murdered By                       | Skylar Grey,Eminem (co.)                                                  |
| Legacy                               | 2013      | The Marshall Mathers LP 2                     | Emile Haynie                                                              |
| Lighters (avec Bruno Mars)           | 2011      | Hell: The Sequel                              | Eminem, The Smeezingtons                                                  |
| Like Home (avec Alicia Keys)         | 2017      | Revival                                       | Just Blaze, Eminem                                                        |
| Like Toy Soldiers                    | 2004      | Encore                                        | Eminem                                                                    |
| Little Engine                        | 2020      | Music to Be Murdered By                       | Dawaun Parker,Dr. Dre,Erik "Blu2th" Griggs,Trevor Lawrence Jr             |
| Living Proof                         | 2011      | Hell: The Sequel                              | Mr. Porter                                                                |
| Lock it up (feat.Anderson .Paak)     | 2020      | Music to Be Murdered By                       | Dawaun Parker,Dem Jointz,Dr. Dre,Erik "Blu2th" Griggs,Trevor Lawrence Jr. |
| Lose Yourself                        | 2002      | 8 Mile Soundtrack                             | Eminem                                                                    |
| Loud Noises (avec Slaughterhouse)    | 2011      | hell: The Sequel                              | Mr. Porter, Eminem                                                        |
| Love Game (avec Kendrick Lamar)      | 2013      | The Marshall Mathers LP 2                     | Rick Rubin                                                                |
| Love Me (avec 50 Cent et Obie Trice) | 2002      | 8 Mile Soundtrack                             | Eminem                                                                    |
| Love the Way You Lie (avec Rihanna)  | 2010      | Recovery                                      | Alex da Kid                                                               |
| Love You More                        | 2003 2004 | Straight from the Lab Encore (Deluxe Edition) | Eminem, Luis Resto                                                        |
| Low Down, Dirty                      | 1997      | The Slim Shady EP                             | Mr. Porter, Kuniva                                                        |
| Loyalty                              | 2004      | D12 World                                     | Eminem, Luis Resto                                                        |
| Lucky You (avec Joyner Lucas)        | 2018      | Kamikaze                                      | Eminem                                                                    |

### M
| Titre                             | Année | Parution                 | Producteur(s)             |
| --------------------------------- | ----- | ------------------------ | ------------------------- |
| Marsh                             | 2020  | Music to Be Murdered By  | Eminem, Luis Resto (add.) |
| Marshall Mathers                  | 2000  | The Marshall Mathers LP  | Eminem, Bass Brothers     |
| Maxine (avec Mr. Porter et Three) | 1996  | Infinite                 | Mr. Porter                |
| Medicine Ball                     | 2009  | Relapse                  | Dr. Dre, Mark Batson      |
| Mockingbird                       | 2004  | Encore                   | Eminem                    |
| Monkey See, Monkey Do             | 2003  | Straight from the Lab    | Eminem                    |
| Mosh                              | 2004  | Encore                   | Dr. Dre, Mark Batson      |
| Murder, Murder                    | 1997  | The Slim Shady EP        | DJ Rec                    |
| Music Box                         | 2009  | Relapse: Refill          | Dr. Dre, Dawaun Parker    |
| Must Be the Ganja                 | 2009  | Relapse                  | Dr. Dre, Mark Batson      |
| My Band                           | 2004  | D12 World                | Eminem, Luis Resto        |
| My Dad's Gone Crazy               | 2002  | The Eminem Show          | Dr. Dre                   |
| My Darling                        | 2009  | Relapse (Deluxe Edition) | Eminem                    |
| My Fault                          | 1999  | The Slim Shady LP        | Eminem, Bass Brothers     |
| My 1st Single                     | 2004  | Encore                   | Eminem, Luis Resto        |
| My Mom                            | 2009  | Relapse                  | Dr. Dre                   |
| My Name Is                        | 1999  | The Slim Shady LP        | Dr. Dre                   |

### N
| Titre                                                      | Année | Parution                   | Producteur(s)                                                      |
| ---------------------------------------------------------- | ----- | -------------------------- | ------------------------------------------------------------------ |
| Nail in the Coffin                                         | 2002  | Hors-album                 | Eminem                                                             |
| Nasty Mind (avec Truth Hearts)                             | 2001  | Devil's Night              | Dr. Dre                                                            |
| Need Me (avec Pink)                                        | 2017  | Revival                    | Alex da Kid                                                        |
| Never Enough (avec 50 Cent et Nate Dogg)                   | 2004  | Encore                     | Dr. Dre, Mike Elizondo                                             |
| Never Love Again                                           | 2020  | Music to Be Murdered By    | Dawaun Parker,Dem Jointz,Dr. Dre,Trevor Lawrence Jr.,Eminem (add.) |
| Never 2 Far                                                | 1996  | Infinite                   | Mr. Porter                                                         |
| Nice Guy (avec Jessie Reyez)                               | 2018  | Kamikaze                   | Eminem                                                             |
| No Apologies                                               | 2006  | Eminem Presents: The Re-Up | Eminem                                                             |
| No Love (avec Lil Wayne)                                   | 2010  | Recovery                   | Just Blaze                                                         |
| No One's Iller (avec Bizarre, Fuzz Scoota et Swifty McVay) | 1997  | The Slim Shady EP          | DJ Head                                                            |
| No Regrets(feat.Don Toliver)                               | 2020  | Music to Be Murdered By    | D. A. Doman,Eminem (add.)                                          |
| Normal                                                     | 2018  | Kamikaze                   | Eminem                                                             |
| Not Afraid                                                 | 2010  | Recovery                   | Boi-1da, Jordan Evans, Matthew Burnett, Eminem                     |
| Not Alike (avec Royce da 5'9")                             | 2018  | Kamikaze                   | Eminem                                                             |
| Nowhere Fast (avec Kehlani)                                | 2017  | Revival                    | Rock Mafia, Hit-Boy                                                |
| Nuttin' to Do                                              | 1999  | Hors-album                 | Red Spyda, The Alchemist                                           |

### O
| Titre                          | Année | Parution              | Producteur(s)            |
| ------------------------------ | ----- | --------------------- | ------------------------ |
| Offended                       | 2017  | Revival               | iLLa Da Producer, Eminem |
| Old Time's Sake (avec Dr. Dre) | 2009  | Relapse               | Dr. Dre, Mark Batson     |
| One-Handed Juggler             | 1992  | Still in the Bassmint | Manix                    |
| One Shot 2 Shot (avec D12)     | 2004  | Encore                | Eminem, Luis Resto       |
| Open Mic (avec Thyme)          | 1996  | Infinite              | Mr. Porter               |

### P
| Titre                                                | Année | Parution                   | Producteur(s)                                                     |
| ---------------------------------------------------- | ----- | -------------------------- | ----------------------------------------------------------------- |
| Phenomenal                                           | 2015  | Southpaw Soundtrack        | Eminem, Luis Resto                                                |
| Pimp Like Me (avec Dina Rae)                         | 2001  | Devil's Night              | Eminem, Bass Brothers                                             |
| Pistol Pistol                                        | 2001  | Devil's Night              | Eminem                                                            |
| Premonition(intro)                                   | 2020  | Music to Be Murdered By    | Eminem, Dawaun Parker (add.)Dr. Dre,Luis Resto(add.), Mark Batson |
| Psychopath Killer (avec Slaughterhouse et Yelawolf ) | 2014  | Shady XV                   | Boi-1da, The Maven Boys, Just Blaze                               |
| Public Enemy #1                                      | 2006  | Eminem Presents: The Re-Up | Eminem                                                            |
| Puke                                                 | 2004  | Encore                     | Eminem, Luis Resto                                                |
| Purple Pills                                         | 2001  | Devil's Night              | Eminem, Bass Brothers                                             |

### Q
| Titre   | Année | Parution   | Producteur(s) |
| ------- | ----- | ---------- | ------------- |
| Quitter | 2001  | Hors-album | Eminem        |

### R
| Titre                                    | Année | Parution                         | Producteur(s)          |
| ---------------------------------------- | ----- | -------------------------------- | ---------------------- |
| Rabbit Run                               | 2002  | 8 Mile Soundtrack                | Eminem, Luis Resto     |
| Rain Man                                 | 2004  | Encore                           | Dr. Dre                |
| Rap Game (avec D12 et 50 Cent)           | 2002  | 8 Mile Soundtrack                | Eminem & Denaun Porter |
| Rap God                                  | 2013  | The Marshall Mathers LP 2        | DVLP, Filthy           |
| Raw                                      | 2015  | Southpaw Soundtrack              | Sarom, CertiFYD        |
| Remember Me? (avec RBX et Sticky Fingaz) | 2000  | The Marshall Mathers LP          | Dr. Dre, Mel-Man       |
| Remind Me                                | 2017  | Revival                          | Rick Rubin             |
| Revelation                               | 2001  | Devil's Night                    | Dr. Dre, Scott Storch  |
| Rhyme or Reason                          | 2013  | The Marshall Mathers LP 2        | Rick Rubin, Eminem     |
| Ricky Ticky Toc                          | 2004  | Encore (Deluxe Edition)          | Eminem, Luis Resto     |
| Ridaz                                    | 2010  | Recovery (iTunes Deluxe Edition) | Dr. Dre                |
| Right For Me                             | 2014  | Shady XV                         | Eminem, Luis Resto     |
| River (avec Ed Sheeran)                  | 2017  | Revival                          | Haynie                 |
| Rock Bottom                              | 1999  | The Slim Shady LP                | Bass Brothers          |
| Role Model                               | 1999  | The Slim Shady LP                | Dr. Dre, Mel-Man       |

### S
| Titre                                                        | Année     | Parution | Producteur(s)                                   |
| ------------------------------------------------------------ | --------- | --- | ----------------------------------------------- |
| Same Song & Dance                                            | 2009      | Relapse | Dr. Dre, Dawaun Parker                          |
| Say Goodbye Hollywood                                        | 2002      | The Eminem Show | Eminem                                          |
| Say What You Say (avec Dr. Dre)                              | 2002      | The Eminem Show | Dr. Dre                                         |
| Scary Movies                                                 | 1999      | Hors-album | The Alchemist                                   |
| Searchin (avec Eye-Kyu)                                      | 1996      | Infinite | Mr. Porter                                      |
| Seduction                                                    | 2010      | Recovery | Boi-1da, Matthew Burnett                        |
| Session One                                                  | 2010      | Recovery (iTunes Deluxe Edition) | Just Blaze                                      |
| ShadyXV                                                      | 2014      | Shady XV | Eminem                                          |
| Shake That (avec Nate Dogg)                                  | 2005      | Curtain Call: The Hits | Eminem, Luis Resto                              |
| Shit Can Happen                                              | 2001      | Devil's Night | Mr. Porter                                      |
| Shit on You                                                  | 2001      | Devil's Night | Eminem, DJ Head                                 |
| Sing for the Moment                                          | 2002      | The Eminem Show | Eminem, Bass Brothers                           |
| Slow Your Roll                                               | 2004      | D12 World | Eminem                                          |
| So Far...                                                    | 2013      | The Marshall Mathers LP 2 | Rick Rubin                                      |
| Soldier                                                      | 2002      | The Eminem Show | Eminem                                          |
| So Much Better                                               | 2013      | The Marshall Mathers LP 2 | Eminem, Luis Resto                              |
| Space Bound                                                  | 2010      | Recovery | Jim Jonsin                                      |
| Spend Some Time (avec Obie Trice, Stat Quo et 50 Cent)       | 2004      | Encore | Eminem, Luis Resto                              |
| Square Dance                                                 | 2002      | The Eminem Show | Eminem, Bass Brothers                           |
| Stan (avec Dido)                                             | 2000      | The Marshall Mathers LP | Mark the 45 King, Eminem                        |
| Stan (avec Elton John)                                       | 2005      | Curtain Call: The Hits | National Academy of Recording Arts and Sciences |
| Stay Wide Awake                                              | 2009      | Relapse | Dr. Dre                                         |
| Stepdad                                                      | 2020      | Music to Be Murdered By | Eminem,The Alchemist,Luis Resto (add.)          |
| Steppin' onto the Scene                                      | 1990      | Steppin' onto the Scene | Manix                                           |
| Stepping Stone                                               | 2018      | Kamikaze | Eminem                                          |
| Still Don't Give a Fuck                                      | 1999      | The Slim Shady LP | Eminem, Bass Brothers                           |
| Stimulate                                                    | 2002 2003 | Cleanin' Out My Closet (CD Single) 8 Mile Soundtrack (The Special Edition Bonus Disc) Straight from the Lab (European Bonus Tracks) | Eminem                                          |
| Stronger Than I Was                                          | 2013      | The Marshall Mathers LP 2 | Eminem, Luis Resto                              |
| Superman (avec Dina Rae)                                     | 2002      | The Eminem Show | Eminem                                          |
| Survival                                                     | 2013      | The Marshall Mathers LP 2 | DJ Khalil                                       |
| Syllables (avec 50 Cent, Dr. Dre, Ca$his, Jay-Z et Stat Quo) | 2010      | Hors-album | -                                               |
| Symphony in H                                                | 2013      | The Piece Maker 3: Return of the 50 MC's                                                                                            | Eminem                                          |

### T
| Titre                                  | Année     | Parution                                                                              | Producteur(s)                        |
| -------------------------------------- | --------- | ------------------------------------------------------------------------------------- | ------------------------------------ |
| Take from Me                           | 2011      | Hell: The Sequel                                                                      | Mr. Porter, 56                       |
| Taking My Ball                         | 2009      | Relapse: Refill                                                                       | Dr. Dre                              |
| Talkin' 2 Myself (avec Kobe)           | 2010      | Recovery                                                                              | DJ Khalil                            |
| That's How...                          | 2001      | Devil's Night                                                                         | Mr. Porter, Eminem                   |
| These Drugs                            | 2001      | Devil's Night                                                                         | Eminem                               |
| The Conspiracy (avec 50 Cent)          | 2003      | Straight from the Lab (European Bonus Tracks)                                         | Bass Brothers, Eminem                |
| The Kids                               | 2000 2003 | The Marshall Mathers LP (version clean) Straight from the Lab (European Bonus Tracks) | Bass Brothers, Eminem                |
| The Monster (avec Rihanna)             | 2013      | The Marshall Mathers LP 2                                                             | Frequency, Aalias                    |
| The Real Slim Shady                    | 2000      | The Marshall Mathers LP                                                               | Dr. Dre, Mel-Man                     |
| The Reunion                            | 2011      | Hell: The Sequel                                                                      | Sid Roams, Eminem                    |
| The Re-Up (avec 50 Cent)               | 2006      | Eminem Presents: The Re-Up                                                            | Eminem                               |
| The Ringer                             | 2018      | Kamikaze                                                                              | Eminem                               |
| The Sauce                              | 2002      | Hors-album                                                                            | Eminem                               |
| The Warning                            | 2009      | Hors-album                                                                            | Eminem                               |
| The Way I Am                           | 2000      | The Marshall Mathers LP                                                               | Eminem                               |
| Those Kinda Nights(feat.Ed Sheeran)    | 2020      | Music to Be Murdered By                                                               | D. A. Doman,Eminem(co.), Fred (add.) |
| 'Till I Collapse (avec Nate Dogg)      | 2002      | The Eminem Show                                                                       | Eminem                               |
| Tonite                                 | 1996      | Infinite                                                                              | Mr. Porter                           |
| Tragic Endings (avec Skylar Grey)      | 2017      | Revival                                                                               | Alex da Kid                          |
| Twisted (avec Skylar Grey et Yelawolf) | 2014      | Shady XV                                                                              | Eminem, Luis Resto                   |

### U
| Titre                           | Année | Parution                | Producteur(s)                                                                                          |
| ------------------------------- | ----- | ----------------------- | --- |
| Unaccommodating(feat.Young M.A) | 2020  | Music to Be Murdered By | Tim Suby,Eminem (add.)                                                                                 |
| Underground                     | 2009  | Relapse                 | Dr. Dre                                                                                                |
| Under New Management            | 1990  | Steppin' onto the Scene | Manix                                                                                                  |
| Under the Influence (avec D12)  | 2000  | The Marshall Mathers LP | Eminem, Bass Brothers                                                                                  |
| Unrealistically Graphic         | 1992  | Still in the Bassmint   | Manix                                                                                                  |
| Untitled                        | 2010  | Recovery                | Havoc, Magnedo7                                                                                        |
| Untouchable                     | 2017  | Revival                 | Eminem, Batson, Haynie, Mr. Porter                                                                     |
| U R the One                     | 2004  | D12 World               | Denaund Porter, Von Carlisle, Ondre Moore, Rufus Johnson, DeShaun Holton, Mike Elizondo, M. Richardson |

### V
| Titre | Année | Parution | Producteur(s)      |
| ----- | ----- | -------- | ------------------ |
| Vegas | 2014  | Shady XV | Eminem, Luis Resto |
| Venom | 2018  | Kamikaze | Eminem             |

### W
| Titre                                                              | Année     | Parution                                      | Producteur(s)                                 |
| ------------------------------------------------------------------ | --------- | --------------------------------------------- | --------------------------------------------- |
| Walk on Water (avec Beyoncé)                                       | 2017      | Revival                                       | Rick Rubin, Skylar Grey                       |
| Wanksta (remix)                                                    | 2003      | International Singles                         | John "J-Praize" Freeman, Sha Money XL, Eminem |
| We As Americans                                                    | 2003 2004 | Straight from the Lab Encore (Deluxe Edition) | Eminem, Luis Resto                            |
| W.E.G.O. (avec Proof)                                              | 1996      | Infinite                                      | Mr. Porter                                    |
| Welcome 2 Hell                                                     | 2011      | Hell: The Sequel                              | Havoc, Magnedo7                               |
| We Made You                                                        | 2009      | Relapse                                       | Dr. Dre, Eminem, Doc Ish                      |
| We're Back (avec Obie Trice, Stat Quo, Bobby Creekwater et Ca$his) | 2006      | Eminem Presents: The Re-Up                    | Eminem, Luis Resto                            |
| White America                                                      | 2002      | The Eminem Show                               | Eminem, Bass Brothers                         |
| Who Knew                                                           | 2000      | The Marshall Mathers LP                       | Dr. Dre, Mel-Man                              |
| Wicked Ways                                                        | 2013      | The Marshall Mathers LP 2 (Deluxe Edition)    | Alex da Kid                                   |
| Without Me                                                         | 2002      | The Eminem Show                               | Eminem, Bass Brothers                         |
| When I'm Gone                                                      | 2005      | Curtain Call: The Hits                        | Eminem, Luis Resto                            |
| When the Music Stops (avec D12)                                    | 2002      | The Eminem Show                               | Eminem, Mr. Porter                            |
| Won't Back Down (avec Pink)                                        | 2010      | Recovery                                      | DJ Khalil                                     |
| Words Are Weapons                                                  | 2001      | Devil's Night                                 | Eminem                                        |
| W.T.P.                                                             | 2010      | Recovery                                      | Supa Dups, JG, Eminem                         |

### Y
| Titre                                                        | Année | Parution                   | Producteur(s)                                 |
| ------------------------------------------------------------ | ----- | -------------------------- | --------------------------------------------- |
| Yah Yah (feat. Royce da 5'9", Black Thought, Q-Tip & Denaun) | 2020  | Music to Be Murdered By    | Mr. Porter                                    |
| Yellow Brick Road                                            | 2004  | Encore                     | Eminem, Luis Resto                            |
| You Don't Know (avec 50 Cent, Lloyd Banks et Ca$his)         | 2006  | Eminem Presents: The Re-Up | Eminem                                        |
| You Gon’Learn(feat.Royce da 5'9" et White Gold)              | 2020  | Music to Be Murdered By    | Royce da 5'9",Eminem (co.), Luis Resto (add.) |
| You're Never Over                                            | 2010  | Recovery                   | Just Blaze                                    |

### 0 - 9
| Titre                         | Année | Parution          | Producteur(s)         |
| ----------------------------- | ----- | ----------------- | --------------------- |
| 25 to Life                    | 2010  | Recovery          | DJ Khalil             |
| 3 a.m.                        | 2009  | Relapse           | Dr. Dre               |
| 313                           | 1996  | Infinite          | Mr. Porter            |
| 40 Oz.                        | 2004  | D12 World         | Trackboyz             |
| 6 in the Morning (Come On In) | 2004  | D12 World         | Eminem, Luis Resto    |
| 8 Mile                        | 2002  | 8 Mile Soundtrack | Eminem                |
| '97 Bonnie and Clyde          | 1999  | The Slim Shady LP | Eminem, Bass Brothers |

## Featurings
| Année | Chanson                        | Album / Mixtape                                  | Auteur               | Autre(s) interprète(s)                                                             |
| ----- | ------------------------------ | ------------------------------------------------ | -------------------- | ---------------------------------------------------------------------------------- |
| 1998  | Fuck Off                       | Devil Without a Cause                            | Kid Rock             |                                                                                    |
| 1998  | Green and Gold                 | Green and Gold                                   | The Anonymous        |                                                                                    |
| 1998  | Trife Thieves                  | Attack of the Weirdos                            | Bizarre              | Fuzz Scoota                                                                        |
| 1998  | We Shine                       | Da Ruckus, Episode 1                             | Da Ruckus            |                                                                                    |
| 1999  | Bad Guys Always Die            | Wild Wild West soundtrack                        | collectif            | Dr. Dre                                                                            |
| 1999  | Busa Rhyme                     | Da Real World                                    | Missy Elliott        |                                                                                    |
| 1999  | Dead Wrong                     | Born Again                                       | The Notorious B.I.G. |                                                                                    |
| 1999  | Don't Approach Me              | Restless                                         | Xzibit               |                                                                                    |
| 1999  | Forgot About Dre               | 2001                                             | Dr. Dre              |                                                                                    |
| 1999  | Get You Mad                    | This or That                                     | Sway & King Tech     |                                                                                    |
| 1999  | Hustlers & Hardcore            | Behind the Doors of the 13th Floor               | Domingo              | Feel-X                                                                             |
| 1999  | If I Get Locked Up             | The Tunnel                                       | Funkmaster Flex      | Dr. Dre                                                                            |
| 1999  | Stir Crazy                     | Tell 'Em Why U Madd                              | The Madd Rapper      |                                                                                    |
| 1999  | The Anthem                     | This or That                                     | Sway & King Tech     | RZA, Tech N9ne, Xzibit, Pharoahe Monch, Kool G Rap, Jayo Felony, Chino XL, KRS-One |
| 1999  | The Last Hit                   | Home Field Advantage                             | The High & Mighty    |                                                                                    |
| 1999  | What's the Difference          | 2001                                             | Dr. Dre              | Xzibit                                                                             |
| 2000  | Hellbound                      | Game Over                                        | collectif            | Masta Ace, J-Black                                                                 |
| 2001  | Renegade                       | The Blueprint                                    | Jay-Z                |                                                                                    |
| 2001  | What the Beat                  | The Professional 2                               | DJ Clue?             | Method Man, Royce da 5'9"                                                          |
| 2002  | My Name                        | Man vs. Machine                                  | Xzibit               | Nate Dogg                                                                          |
| 2002  | Rock City                      | Rock City (Version 2.0)                          | Royce da 5'9"        |                                                                                    |
| 2003  | Don't Push Me                  | Get Rich or Die Tryin'                           | 50 Cent              | Lloyd Banks                                                                        |
| 2003  | Freestyle                      | The Streetsweeper, Vol. 1                        | DJ Kay Slay          |                                                                                    |
| 2003  | Go to Sleep                    | Cradle 2 the Grave soundtrack                    | collectif            | DMX, Obie Trice                                                                    |
| 2003  | Hands on You                   | Cheers                                           | Obie Trice           |                                                                                    |
| 2003  | Lady                           | Cheers                                           | Obie Trice           |                                                                                    |
| 2003  | One Day at a Time              | Tupac: Resurrection soundtrack                   | 2Pac                 | Outlawz                                                                            |
| 2003  | Outro                          | Cheers                                           | Obie Trice           | D12                                                                                |
| 2003  | Patiently Waiting              | Get Rich or Die Tryin'                           | 50 Cent              |                                                                                    |
| 2003  | Shit Hits the Fan              | Cheers                                           | Obie Trice           | Dr. Dre                                                                            |
| 2003  | We All Die One Day             | Cheers                                           | Obie Trice           | Lloyd Banks, 50 Cent, Tony Yayo                                                    |
| 2003  | 911                            | West Koastra Nostra                              | Boo-Yaa T.R.I.B.E.   | B-Real                                                                             |
| 2004  | Black Cotton                   | Loyal to the Game                                | 2Pac                 | Kastro, Young Noble                                                                |
| 2004  | I'm Gone                       | The Streetsweeper Vol. 2: The Pain from the Game | DJ Kay Slay          | Obie Trice                                                                         |
| 2004  | Soldier Like Me                | Loyal to the Game                                | 2Pac                 |                                                                                    |
| 2004  | Warrior Part 2                 | The Hunger for More                              | Lloyd Banks          | 50 Cent, Nate Dogg                                                                 |
| 2004  | Welcome to D-Block             | Kiss of Death                                    | Jadakiss             | The Lox                                                                            |
| 2005  | Drama Setter                   | Thoughts of a Predicate Felon                    | Tony Yayo            | Obie Trice                                                                         |
| 2005  | Gatman and Robbin              | The Massacre                                     | 50 Cent              |                                                                                    |
| 2005  | Hip Hop                        | Hannicap Circus                                  | Bizarre              |                                                                                    |
| 2005  | It Has Been Said               | Duets: The Final Chapter                         | The Notorious B.I.G. | Obie Trice, P.Diddy                                                                |
| 2005  | Lean Back (Remix)              | All or Nothing                                   | Fat Joe              | Lil Jon, Ma$e, Remy Ma                                                             |
| 2005  | My Ballz                       | The Longest Yard soundtrack                      | collectif            | D12                                                                                |
| 2005  | No More to Say                 | The People vs.                                   | Trick-Trick          | Proof                                                                              |
| 2005  | Off to Tijuana                 | Bulletproof                                      | Hush                 | D12                                                                                |
| 2005  | Pimplikeness                   | Searching for Jerry Garcia                       | Proof                | D12                                                                                |
| 2005  | We Ain't                       | The Documentary                                  | The Game             |                                                                                    |
| 2005  | Welcome 2 Detroit              | The People vs.                                   | Trick-Trick          |                                                                                    |
| 2006  | I'll Hurt You                  | —                                                | Busta Rhymes         |                                                                                    |
| 2006  | Smack That                     | Konvicted                                        | Akon                 |                                                                                    |
| 2006  | There They Go                  | Second Round's on Me                             | Obie Trice           | Big Herk, Trick-Trick                                                              |
| 2007  | Peep Show                      | Curtis                                           | 50 Cent              |                                                                                    |
| 2007  | Pistol Poppin                  | The County Hound EP                              | Ca$his               |                                                                                    |
| 2007  | Touchdown                      | T.I. Vs T.I.P.                                   | T.I.                 |                                                                                    |
| 2008  | Who Want It                    | The Villain                                      | Trick-Trick          |                                                                                    |
| 2009  | Chemical Warfare               | Chemical Warfare                                 | The Alchemist        |                                                                                    |
| 2009  | Forever                        | More Than a Game soundtrack                      | collectif            | Drake, Kanye West, Lil Wayne                                                       |
| 2009  | Psycho                         | Before I Self Destruct                           | 50 Cent              |                                                                                    |
| 2010  | Airplanes (Part II)            | B.o.B Presents: The Adventures of Bobby Ray      | B.o.B                | Hayley Williams                                                                    |
| 2010  | Celebrity                      | —                                                | Lloyd Banks          | Akon                                                                               |
| 2010  | Drop the World                 | Rebirth                                          | Lil Wayne            |                                                                                    |
| 2010  | Love the Way You Lie (Part II) | Loud                                             | Rihanna              |                                                                                    |
| 2010  | Roman's Revenge                | Pink Friday                                      | Nicki Minaj          |                                                                                    |
| 2010  | That's All She Wrote           | No Mercy                                         | T.I.                 |                                                                                    |
| 2010  | Where I'm At                   | Hunger for More 2                                | Lloyd Banks          |                                                                                    |
| 2011  | Talk To Me                     | —                                                | Young Jeezy          | Freddie Gibbs                                                                      |
| 2011  | Things Get Worse               | E.P.I.C. (Every Play Is Crucial)                 | B.o.B                |                                                                                    |
| 2011  | Throw It Up                    | Radioactive                                      | Yelawolf             | Gangsta Boo                                                                        |
| 2011  | Writer's Block                 | Success Is Certain                               | Royce da 5'9"        |                                                                                    |
| 2012  | Asylum                         | Welcome to: Our House (Deluxe edition)           | Slaughterhouse       |                                                                                    |
| 2012  | C'mon Let Me Ride              | Don't Look Down                                  | Skylar Grey          | Don't Look Down                                                                    |
| 2012  | Here Comes the Weekend         | The Truth About Love                             | Pink                 |                                                                                    |
| 2012  | My Life                        | —                                                | 50 Cent              | Adam Levine                                                                        |
| 2012  | Numb                           | Unapologetic                                     | Rihanna              |                                                                                    |
| 2012  | Our House                      | Welcome to: Our House                            | Slaughterhouse       | Skylar Grey                                                                        |
| 2012  | Richard                        | Bottoms Up                                       | Obie Trice           |                                                                                    |
| 2012  | Throw That                     | Welcome to: Our House                            | Slaughterhouse       |                                                                                    |
| 2015  | Best Friend                    | Love Story                                       | Yelawolf             |                                                                                    |
| 2015  | Medicine Man                   | Compton                                          | Dr. Dre              | Anderson .Paak,Candice Pillay                                                      |
| 2016  | Kill For You                   | Natural Causes                                   | Skylar Grey          |                                                                                    |
| 2017  | No Favors                      | I Decided                                        | Big Sean             |                                                                                    |
| 2017  | Revenge                        | Beautiful Trauma                                 | P!nk                 |                                                                                    |
| 2018  | Caterpillar                    | Book of Ryan                                     | Royce da 5'9"        |                                                                                    |
| 2018  | Majesty                        | Queen                                            | Nicki Minaj          | Labrinth                                                                           |

## Skits
| Titre                               | Année | Parution                   | Producteur(s)                                        |
| ----------------------------------- | ----- | -------------------------- | ---------------------------------------------------- |
| Another Public Service Announcement | 2001  | Devil's Night              | Eminem                                               |
| Alfred(interlude)                   | 2020  | Music to Be Murdered By    | Eminem, Andre "Briss" Brissett,Dawaun Parker,Dr. Dre |
| Alfred(Outro)                       | 2020  | Music to Be Murdered By    | Eminem, Andre "Briss" Brissett,Dawaun Parker,Dr. Dre |
| Bitch                               | 1999  | The Slim Shady LP          | Eminem                                               |
| Bizarre                             | 2004  | D12 World                  | Rufus Johnson, Eminem                                |
| Bugz' 97                            | 2004  | D12 World                  | Karnail Pitts, Eminem                                |
| Dr West                             | 2009  | Relapse                    | Eminem, Dr. Dre                                      |
| Curtains Close                      | 2002  | The Eminem Show            | Dr. Dre                                              |
| Curtains Up                         | 2002  | The Eminem Show            | Eminem                                               |
| Curtains Up                         | 2004  | Encore                     | Eminem                                               |
| Dude                                | 2004  | D12 World                  | Eminem                                               |
| Em Call Paul                        | 2004  | Encore                     | Eminem                                               |
| Em Calls Paul                       | 2018  | Kamikaze                   | Eminem                                               |
| Final Thought                       | 2004  | Encore                     | Eminem                                               |
| Fuckin’Backstabber(Skit)            | 1995  | Soul Intent                | Mike «Manix» Ruby, Eminem                            |
| Intro (Slim Shady)                  | 1997  | The Slim Shady EP          | Eminem                                               |
| Ken Kaniff                          | 1999  | The Slim Shady LP          | Eminem                                               |
| Ken Kaniff                          | 2000  | The Marshall Mathers LP    | Eminem                                               |
| Lounge                              | 1999  | The Slim Shady LP          | Eminem                                               |
| Mommy                               | 1997  | The Slim Shady EP          | Eminem                                               |
| Mr. Mathers                         | 2009  | Relapse                    | Dr. Dre, Eminem                                      |
| Parking Lot                         | 2013  | The Marshall Mathers LP 2  | Eminem                                               |
| Paul                                | 1999  | The Slim Shady LP          | Eminem                                               |
| Paul                                | 2000  | The Marshall Mathers LP    | Eminem                                               |
| Paul                                | 2004  | Encore                     | Eminem                                               |
| Paul                                | 2009  | Relapse                    | Eminem                                               |
| Paul                                | 2018  | Kamikaze                   | Eminem                                               |
| Paul Rosenberg                      | 2002  | The Eminem Show            | Eminem                                               |
| Public Service Announcement         | 1999  | The Slim Shady LP          | Eminem                                               |
| Public Service Announcement 2000    | 2000  | The Marshall Mathers LP    | Eminem                                               |
| Shady Narcotics (Intro)             | 2006  | Eminem Presents: The Re-Up | Eminem                                               |
| Soap                                | 1999  | The Slim Shady LP          | Eminem                                               |
| Stepdad(intro)                      | 2020  | Music to Be Murdered By    | Dr. Dre                                              |
| Steve's Coffee House                | 2004  | D12 World                  | Eminem                                               |
| Steve Berman                        | 2000  | The Marshall Mathers LP    | Eminem                                               |
| Steve Berman                        | 2001  | Devil's Night              | Eminem                                               |
| Steve Berman                        | 2002  | The Eminem Show            | Eminem                                               |
| Steve Berman                        | 2009  | Relapse                    | Eminem                                               |
| That's How                          | 2001  | Devil's Night              | Eminem                                               |
| The Kiss                            | 2002  | The Eminem Show            | Eminem                                               |
| Tonya                               | 2009  | Relapse                    | Dr. Dre, Eminem                                      |